# 新城镇 (垣曲县)
新城镇，是中华人民共和国山西省运城市垣曲县下辖的一个乡镇级行政单位。

## 行政区划
新城镇下辖以下地区：
城南社区、城东社区、城西社区、城北社区、中城社区、上王村、东峰山村、西峰山村、下寺村、上官村、清南村、清源村、坡底村、刘张村、古堆村、左家湾村、瓦舍村、安窝村、关家村、赵家岭村、有色一社区、有色二社区、十二冶社区和铜矿峪社区。